# John Couch Adams
John Couch Adams (Laneast, Cornualha, 5 de junho de 1819 — Londres, 21 de janeiro de 1892) foi um astrônomo britânico.
Sua conquista mais famosa foi prever a existência e a posição de Netuno, usando apenas matemática. Os cálculos foram feitos para explicar as discrepâncias com a órbita de Urano e as leis de Kepler e Newton. Ao mesmo tempo, mas desconhecidos um do outro, os mesmos cálculos foram feitos por Urbain Le Verrier. Le Verrier enviaria suas coordenadas para o astrônomo do Observatório de Berlim Johann Gottfried Galle, que confirmou a existência do planeta em 23 de setembro de 1846, encontrando-o a 1° da localização prevista de Le Verrier. (Houve, e até certo ponto ainda há, alguma controvérsia sobre a distribuição de crédito pela descoberta; veja Descoberta de Netuno.) Mais tarde, Adams explicou a origem das chuvas de meteoros, que se mantém até os dias atuais. 
Adams foi professor Lowndean na Universidade de Cambridge de 1859 até sua morte. Ele ganhou a Medalha de Ouro da Royal Astronomical Society em 1866. Em 1884, ele participou da Conferência Internacional do Meridiano como delegado para a Grã-Bretanha.
Uma cratera na Lua é nomeada em sua homenagem, Walter Sydney Adams e Charles Hitchcock Adams. O anel mais externo conhecido de Netuno e o asteroide 1996 Adams também são nomeados em sua homenagem. O Prêmio Adams, apresentado pela Universidade de Cambridge, comemora sua previsão da posição de Netuno. Sua biblioteca pessoal é mantida na Biblioteca da Universidade de Cambridge.

## Início da vida

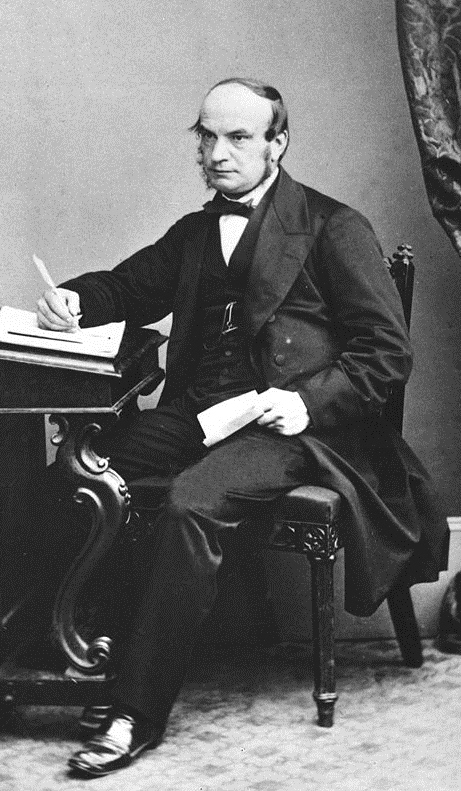
John Couch Adams

Adams nasceu em Lidcot, uma fazenda em Laneast, de Launceston, Cornualha, o mais velho de sete filhos. Seus pais eram Thomas Adams (1788–1859), um pobre fazendeiro arrendatário, e sua esposa, Tabitha Knill Grylls (1796–1866). A família era devota wesleyana que gostava de música e entre os irmãos de John, Thomas tornou-se missionário, George fazendeiro e William Grylls Adams, professor de filosofia natural e astronomia no King's College London. Tabitha era filha de um fazendeiro, mas recebeu uma educação rudimentar de John Couch, seu tio, cuja pequena biblioteca ela herdou. John ficou intrigado com os livros de astronomia desde tenra idade.
John frequentou a escola da vila de Laneast, onde adquiriu um pouco de grego e álgebra. De lá, ele foi, aos doze anos, para Devonport, onde o primo de sua mãe, o reverendo John Couch Grylls, mantinha uma escola particular. Lá ele aprendeu clássicos, mas foi em grande parte autodidata em matemática, estudando na Biblioteca do Instituto de Mecânica de Devonport e lendo a Cyclopædia de Rees e as Fluxões de Samuel Vince. Ele observou o cometa Halley em 1835 de Landulph e no ano seguinte começou a fazer seus próprios cálculos astronômicos, previsões e observações, dedicando-se a aulas particulares para financiar suas atividades.
Em 1836, sua mãe herdou uma pequena propriedade em Badharlick e sua promessa como matemático induziu seus pais a mandá-lo para a Universidade de Cambridge. Em outubro de 1839, ele entrou como sizar no St John's College, graduando-se em 1843 como wrangler sênior e o primeiro vencedor do prêmio Smith de seu ano.

## Descoberta de Netuno
Em 1821, Alexis Bouvard publicou tabelas astronômicas da órbita de Urano, fazendo previsões de posições futuras com base nas leis de Newton do movimento e da gravitação.  Observações subsequentes revelaram desvios substanciais das tabelas, levando Bouvard a levantar hipóteses de algum corpo perturbador.  Adams soube das irregularidades ainda na graduação e se convenceu da teoria da "perturbação". Adams acreditava, em face de qualquer coisa que havia sido tentada antes, que ele poderia usar os dados observados em Urano e, utilizando nada mais do que a lei da gravitação de Newton, deduzir a massa, posição e órbita do corpo perturbador. Em 3 de julho de 1841, ele notou sua intenção de trabalhar no problema.
Após seus exames finais em 1843, Adams foi eleito membro de sua faculdade e passou as férias de verão na Cornualha calculando a primeira das seis iterações. Enquanto trabalhava no problema em Cambridge, ele dava aulas particulares para alunos de graduação, enviando dinheiro para casa para educar seus irmãos e até ensinava seu fabricante de camas a ler.
Aparentemente, Adams comunicou seu trabalho a James Challis, diretor do Observatório de Cambridge, em meados de setembro de 1845, mas há alguma controvérsia sobre como. Em 21 de outubro de 1845, Adams, retornando de férias na Cornualha, sem hora marcada, visitou duas vezes o astrônomo real George Biddell Airy em Greenwich. Não conseguindo encontrá-lo em casa, Adams supostamente deixou um manuscrito de sua solução, novamente sem os cálculos detalhados. Airy respondeu com uma carta a Adams pedindo alguns esclarecimentos.  Parece que Adams não considerou a pergunta como "trivial", como muitas vezes é alegado, mas ele não conseguiu completar uma resposta. Várias teorias foram discutidas quanto à falha de Adams em responder, como seu nervosismo geral, procrastinação e desorganização.
Enquanto isso, Urbain Le Verrier, em 10 de novembro de 1845, apresentou à Académie des sciences em Paris um livro de memórias sobre Urano, mostrando que a teoria preexistente não explicava seu movimento.  Ao ler as memórias de Le Verrier, Airy ficou impressionado com a coincidência e iniciou uma corrida desesperada pela prioridade inglesa na descoberta do planeta.  A busca foi iniciada por um método laborioso em 29 de julho.  Somente após a descoberta de Netuno em 23 de setembro de 1846 ter sido anunciada em Paris, tornou-se aparente que Netuno havia sido observado em 8 e 12 de agosto, mas como Challis não tinha um mapa estelar atualizado, não foi reconhecido como um planeta.
 

Uma grande controvérsia surgiu na França e na Inglaterra quanto aos méritos dos dois astrônomos. À medida que os fatos se tornaram conhecidos, houve amplo reconhecimento de que os dois astrônomos haviam resolvido independentemente o problema de Urano, e a cada um foi atribuída igual importância.  No entanto, houve afirmações subsequentes de que "Os britânicos roubaram Netuno" e que os contemporâneos britânicos de Adams retrospectivamente atribuíram a ele mais crédito do que o devido.  Mas também é notável (e não incluído em algumas das referências de discussão anteriores) que o próprio Adams reconheceu publicamente a prioridade e o crédito de Le Verrier (não esquecendo de mencionar o papel de Galle) no artigo que ele deu 'Sobre as perturbações de Urano' à Royal Astronomical Society em novembro de 1846.
Menciono essas datas apenas para mostrar que meus resultados foram obtidos de forma independente, e antes da publicação dos de M. Le Verrier, e não com a intenção de interferir em suas justas reivindicações às honras da descoberta; pois não há dúvida de que suas pesquisas foram publicadas pela primeira vez para o mundo e levaram à descoberta real do planeta pelo Dr. Galle, de modo que os fatos declarados acima não podem diminuir, no menor grau, o crédito devido ao Sr. Le Verrier.
Adams não tinha amargura em relação a Challis ou Airy e reconheceu seu próprio fracasso em convencer o mundo astronômico:
Eu não podia esperar, entretanto, que os astrônomos práticos, que já estavam totalmente ocupados com trabalhos importantes, sentissem tanta confiança nos resultados de minhas investigações quanto eu.

## Estilo de trabalho
Sua bolsa leiga no St John's College chegou ao fim em 1852, e os estatutos existentes não permitiam sua reeleição. No entanto, o Pembroke College, que possuía maior liberdade, elegeu-o no ano seguinte para uma bolsa leiga que ele manteve pelo resto de sua vida. Apesar da fama de seu trabalho em Netuno, Adams também fez um trabalho muito importante sobre astronomia gravitacional e magnetismo terrestre. Ele era particularmente hábil em cálculos numéricos finos, muitas vezes fazendo revisões substanciais nas contribuições de seus antecessores. No entanto, ele era "extraordinariamente não competitivo, relutante em publicar trabalhos imperfeitos para estimular o debate ou reivindicar prioridade, avesso à correspondência sobre isso e esquecido em questões práticas". Foi sugerido que esses são sintomas da síndrome de Asperger que também seriam consistentes com os "comportamentos repetitivos e interesses restritos" necessários para realizar os cálculos de Netuno, além de suas dificuldades na interação pessoal com Challis e Airy.
Em 1852, ele publicou novas e precisas tabelas da paralaxe da Lua, que substituíram as de Johann Karl Burckhardt, e forneceu correções para as teorias de Marie-Charles Damoiseau, Giovanni Antonio Amedeo Plana e Philippe Gustave Doulcet.
Ele esperava que este trabalho o levasse ao cargo vago de superintendente do HM Nautical Almanac Office, mas John Russell Hind foi o preferido, Adams não tinha a habilidade necessária como organizador e administrador.

## Teoria lunar - Aceleração secular da Lua
Desde os tempos antigos, a taxa média de movimento da Lua em relação às estrelas foi tratada como constante, mas em 1695, Edmond Halley sugeriu que essa taxa média estava aumentando gradualmente. Mais tarde, durante o século XVIII, Richard Dunthorne estimou a taxa em +10" (segundos de arco / século2) em termos da diferença resultante na longitude lunar, efeito que ficou conhecido como a aceleração secular da Lua. Pierre-Simon Laplace deu uma explicação em 1787 em termos de mudanças na excentricidade da órbita da Terra. Ele considerou apenas a força gravitacional radial na Lua do Sol e da Terra, mas obteve uma concordância estreita com o registro histórico de observações.
Em 1820, por insistência da Académie des sciences, Damoiseau, Plana e Francesco Carlini revisitaram o trabalho de Laplace, investigando termos perturbadores quadráticos e de ordem superior, e obtiveram resultados semelhantes, novamente abordando apenas uma força gravitacional radial e negligenciando a tangencial na Lua. Hansen obteve resultados semelhantes em 1842 e 1847.
Em 1853, Adams publicou um artigo que, embora os termos tangenciais desapareçam na teoria de primeira ordem de Laplace, eles se tornam substanciais quando os termos quadráticos são admitidos. Pequenos termos integrados no tempo passam a ter grandes efeitos e Adams concluiu que Plana havia superestimado a aceleração secular em aproximadamente 1,66 "por século.
No início, Le Verrier rejeitou os resultados de Adams. Em 1856, Plana admitiu as conclusões de Adams, alegando ter revisado sua própria análise e chegado aos mesmos resultados. No entanto, ele logo se retratou, publicando um terceiro resultado diferente do trabalho anterior de Adams e Plana. Delaunay em 1859 calculou o termo de quarta ordem e duplicou o resultado de Adams, levando Adams a publicar seus próprios cálculos para os termos de quinta, sexta e sétima ordem. Adams agora calculou que apenas 5,7 "dos 11" observados foram contabilizados por efeitos gravitacionais. Mais tarde naquele ano, Philippe Gustave Doulcet, Conde de Pontécoulant, publicou uma alegação de que a força tangencial não poderia ter efeito, embora Peter Andreas Hansen, que parece ter se colocado no papel de árbitro, declarasse que o ônus da prova recaía sobre Pontécoulant, enquanto lamentava a necessidade de descobrir um efeito adicional para explicar o equilíbrio. Grande parte da controvérsia centrou-se em torno da convergência da expansão da série de potências usada e, em 1860, Adams duplicou seus resultados sem usar uma série de potências. Sir John Lubbock também duplicou os resultados de Adams e Plana finalmente concordou. A visão de Adams foi finalmente aceita e desenvolvida, ganhando a Medalha de Ouro da Royal Astronomical Society em 1866. Sabe-se agora que a deriva inexplicável é devido à aceleração das marés.
Em 1858, Adams tornou-se professor de matemática na Universidade de St Andrews, mas lecionou apenas por uma sessão, antes de retornar a Cambridge para a cátedra Lowndean de astronomia e geometria. Dois anos depois, ele sucedeu Challis como diretor do Observatório de Cambridge, cargo que Adams ocupou até sua morte.

## As Leônidas
A grande chuva de meteoros de novembro de 1866 voltou sua atenção para as Leônidas, cujo provável caminho e período já haviam sido discutidos e previstos por Hubert Anson Newton em 1864. Newton havia afirmado que a longitude do nó ascendente, que marcava onde ocorreria a chuva, estava aumentando e o problema de explicar essa variação atraiu alguns dos principais astrônomos da Europa.
Usando uma análise poderosa e elaborada, Adams verificou que esse aglomerado de meteoros, que pertence ao Sistema Solar, atravessa uma elipse alongada em 33,25 anos e está sujeito a perturbações definidas dos planetas maiores, Júpiter, Saturno e Urano. Esses resultados foram publicados em 1867.
Alguns especialistas consideram esta a conquista mais substancial de Adams.  Sua "órbita definitiva" para as Leônidas coincidiu com a do cometa 55P/Tempel-Tuttle e, portanto, sugeriu a estreita relação entre cometas e meteoros, mais tarde amplamente aceita.

## Carreira posterior

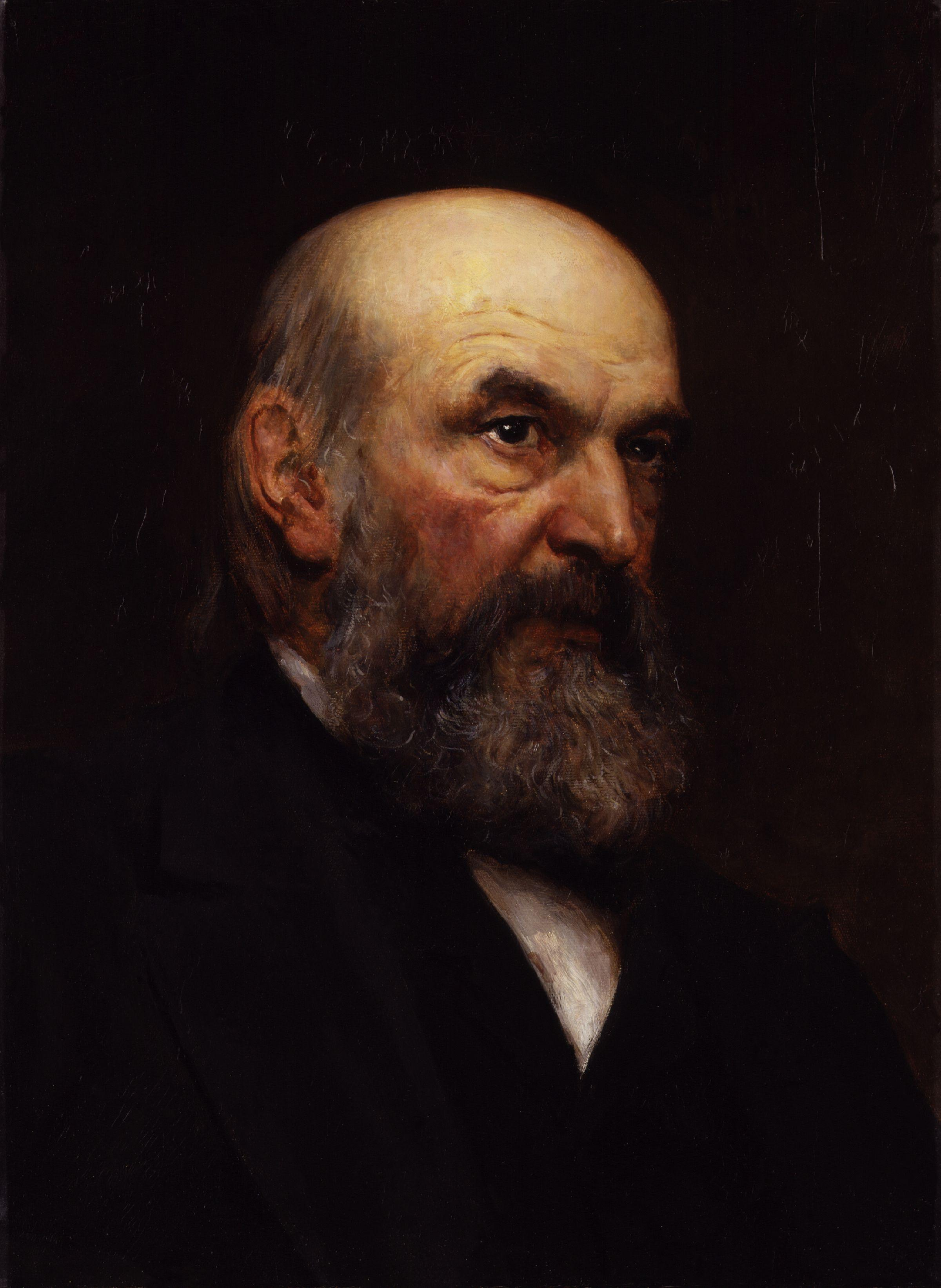
Retrato de John Couch Adams por Hubert von Herkomer, c. 1888

Dez anos depois, George William Hill descreveu um método novo e elegante para atacar o problema do movimento lunar. Adams anunciou brevemente seu próprio trabalho inédito no mesmo campo, que, seguindo um curso paralelo, confirmou e complementou o de Hill.
Durante um período de quarenta anos, ele abordou periodicamente a determinação das constantes na teoria do magnetismo terrestre de Carl Friedrich Gauss. Novamente, os cálculos envolveram muito trabalho e não foram publicados durante sua vida. Eles foram editados por seu irmão, William Grylls Adams, e aparecem no segundo volume dos Artigos Científicos coletados. Computação numérica desse tipo quase pode ser descrita como seu passatempo.  Ele calculou a constante de Euler-Mascheroni, talvez um tanto excentricamente, com 236 casas decimais e avaliou os números de Bernoulli até a 62ª.
Adams tinha uma admiração ilimitada por Newton e seus escritos e muitos de seus artigos carregam o elenco do pensamento de Newton.  Em 1872, Isaac Newton Wallop, 5º Conde de Portsmouth, doou sua coleção particular de papéis de Newton para a Universidade de Cambridge. Adams e G. G. Stokes assumiram a tarefa de organizar o material, publicando um catálogo em 1888.
O cargo de Astrônomo Real foi oferecido a ele em 1881, mas ele preferiu continuar seu ensino e pesquisa em Cambridge. Ele foi delegado britânico à Conferência Internacional do Meridiano em Washington em 1884, quando também participou das reuniões da Associação Britânica em Montreal e da Associação Americana na Filadélfia.

## Obituários

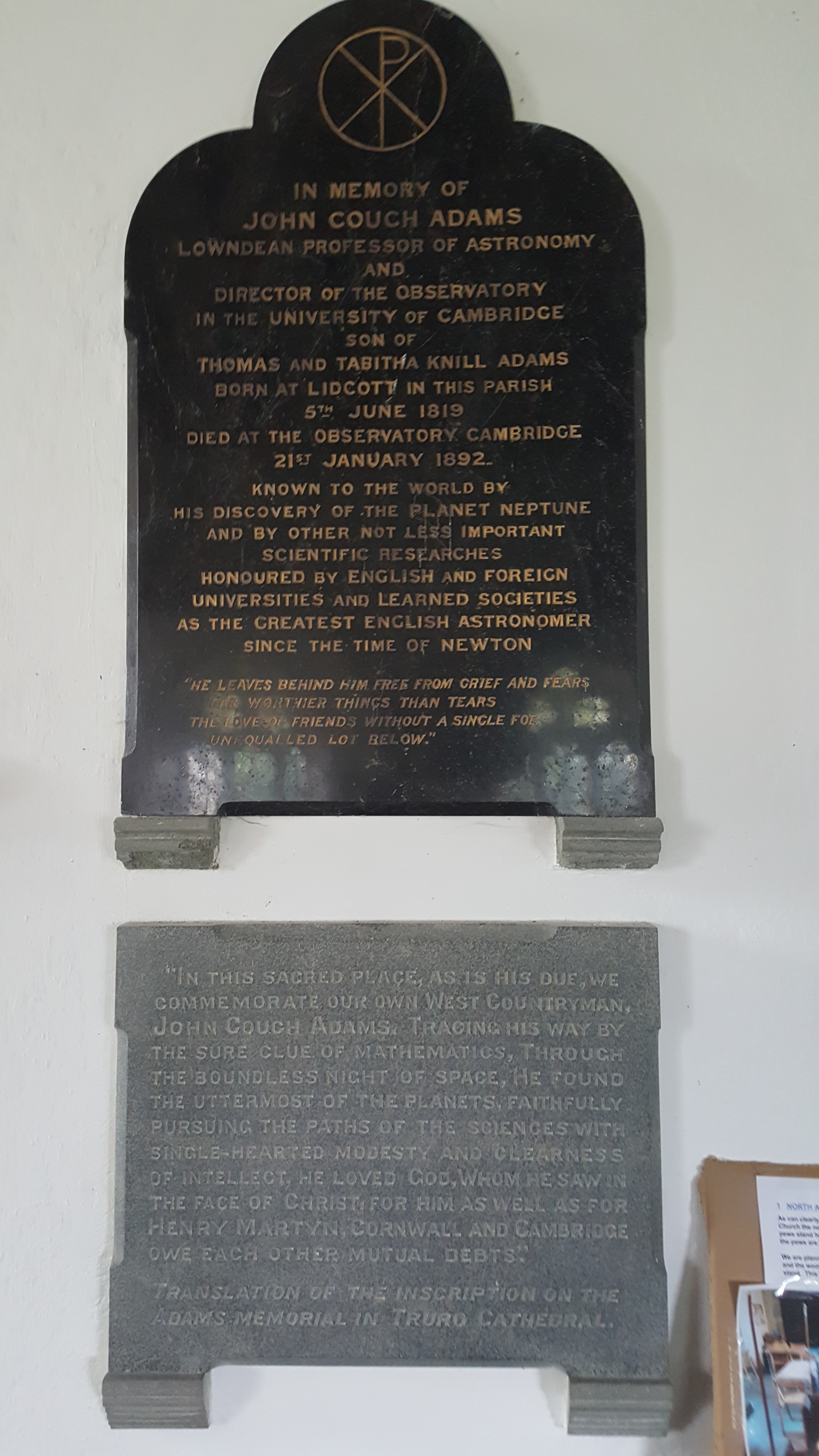
Memorial a John Couch Adams na Igreja de St Sidwell, Laneast, Cornualha.

- The Times, 22 January 1892, p. 6 col.d (link)
- [Anon.] (1892). «John Couch Adams». Astronomical Journal. 11. 112 páginas. Bibcode:1892AJ.....11..112.. doi:10.1086/101653
- J. W. L. Glaisher (1892). «Obituary: John Couch Adams». Monthly Notices of the Royal Astronomical Society. 53: 184–209. Bibcode:1893MNRAS..53..184.. doi:10.1093/mnras/53.4.184
- J. W. L. Glaisher (1892). «John Couch Adams». The Observatory. 15. 173 páginas. Bibcode:1892Obs....15..173G
- [Anon.] (1891–92) Journal of the British Astronomical Association 2: 196–7

## Sobre Adams e a descoberta de Netuno
- Airy, G. B. (1847). «Account of some circumstances historically connected with the discovery of the planet exterior to Uranus». Memoirs of the Royal Astronomical Society. 16: 385–414. Bibcode:1847MmRAS..16..385A
- Airy, W., ed. (1896). The Autobiography of Sir George Biddell Airy. [S.l.]: Cambridge University Press from Project Gutenberg
- Baum, R.; Sheehan, W. (1997). In Search of Planet Vulcan: The Ghost in Newton's Clockwork Universe. [S.l.]: Plenum
- Chapman, A. (1988). «Private research and public duty: George Biddell Airy and the search for Neptune». Journal for the History of Astronomy. 19 (2): 121–139. Bibcode:1988JHA....19..121C. doi:10.1177/002182868801900204
- Doggett, L. E. (1997) "Celestial mechanics", in Lankford, J., ed. (1997). History of Astronomy, an Encyclopedia. [S.l.]: Taylor & Francis. pp. 131–40. ISBN 9780815303220
- Dreyer, J. L. E.; Turner, H. H., eds. (1987) [1923]. History of the Royal Astronomical Society [1]: 1820–1920. [S.l.: s.n.] pp. 161–2
- Grosser, M. (1962). The Discovery of Neptune. [S.l.]: Harvard University Press. ISBN 0-674-21225-8
- «Adams, John Couch». Dictionary of Scientific Biography. 1. New York: Charles Scribner's Sons. 1970. pp. 53–54. ISBN 0-684-10114-9
- Harrison, H. M (1994). Voyager in Time and Space: The Life of John Couch Adams, Cambridge Astronomer. Lewes: Book Guild, ISBN 0-86332-918-7
- Hughes, D. W. (1996). «J. C. Adams, Cambridge and Neptune». Notes and Records of the Royal Society. 50 (2): 245–8. doi:10.1098/rsnr.1996.0027
- J. W. L. G. [J. W. L. Glaisher] (1882). «James Challis». Monthly Notices of the Royal Astronomical Society. 43 (4): 160–79. Bibcode:1883MNRAS..43..160.. doi:10.1093/mnras/43.4.160
- Kollerstrom, Nick (2001). «Neptune's Discovery. The British Case for Co-Prediction.». University College London. Consultado em 19 de março de 2007. Cópia arquivada em 11 de novembro de 2005
- Moore, P. (1996). The Planet Neptune: An Historical Survey before Voyager. [S.l.]: Praxis
- Sampson, R.A. (1904). «A description of Adams's manuscripts on the perturbations of Uranus». Memoirs of the Royal Astronomical Society. 54: 143–161. Bibcode:1904MmRAS..54..143S
- «John Couch Adams and the discovery of Neptune». Occasional Notes of the Royal Astronomical Society. 2: 33–88. 1947
- Smith, R. W. (1989). «The Cambridge network in action: the discovery of Neptune». Isis. 80 (303): 395–422. doi:10.1086/355082
- Standage, T. (2000). The Neptune File. [S.l.]: Penguin Press
- Lyttleton, Raymond Arthur, (1968) Mysteries of the Solar System, Clarendon, Oxford, UK (1968), Chapter 7: The discovery of Neptune[6]

### Por Adams
- Adams, J. C., ed. W. G. Adams & R. A. Sampson (1896–1900) The Scientific Papers of John Couch Adams, 2 vols, Londres: Cambridge University Press, com um livro de memórias de J. W. L. Glaisher:
  - Vol.1 (1896) Escritos publicados anteriormente;[7]
  - Vol.2 (1900) Manuscritos incluindo a substância de suas palestras sobre a Teoria Lunar.[8]
- Adams, J. C., ed. R. A. Sampson (1900) Lectures on the Lunar Theory, Londres: Cambridge University Press[8]
- Uma coleção, virtualmente completa, dos artigos de Adams sobre a descoberta de Netuno foi apresentada pela Sra. Adams à biblioteca do St John's College, ver: Sampson (1904), e também:
  - "The collected papers of Prof. Adams", Journal of the British Astronomical Association, 7 (1896–97)
  - Monthly Notices of the Royal Astronomical Society, 53 184;
  - Observatory, 15 174;
  - Nature, 34 565; 45 301;
  - Astronomical Journal, No.254;
  - R. Grant, History of Physical Astronomy, p. 168; and
  - Edinburgh Review, No.381, p. 72.
- Os papéis foram finalmente apresentados ao Observatório Real de Greenwich e evacuados para o Castelo de Herstmonceux durante a Segunda Guerra Mundial. Após a guerra, eles foram roubados por Olin J. Eggen e só recuperados em 1998, dificultando muitas pesquisas históricas sobre o assunto.[9]